# Jurassic Park Adventures: Survivor
Jurassic Park Adventures: Survivor ist das Erste von 3 Spin-off Büchern zum Film Jurassic Park III. Autor ist Scott Ciencin. Das 116-seitige Buch erschien am 12. Juni 2001 bei Random House.
Thematisch dreht sich dieses Buch um den Charakter Eric Kirby. Der 12-Jährige strandet nach einer illegalen Paragliding Tour mit Ben, dem neuen Freund seiner Mutter auf der Insel Isla Sorna. Während Ben stirbt, überlebt der 12-Jährige den Unfall. Zeitlich spielt die Handlung etwa 8 Wochen vor dem Film und beschäftigt sich mit dem Überleben von Eric Kirby.

## Handlung
Zu Beginn führt das Buch Erics Mutter Amanda Kirby und ihren neuen Freund Ben Hildebrand ein. Man erfährt, dass Ben eine Reise nach Costa Rica plant, vor dessen Küste die Isla Sorna liegt. Er nimmt Eric zu diesem Trip mit. Beim Paragliding im Bootsschlepp dicht an der Insel zieht Nebel auf. Das unter ihnen fahrende Boot beginnt zu wackeln, die Ursache dafür lässt sich wegen des dichten Nebels aber nicht erkennen.
Als sich der Nebel auflöst, ist die Bootsbesatzung verschwunden und das Boot steuert auf einen Felsen zu. Ben löst das Seil und beide landen unsanft auf der Insel. Ben stirbt wenig später an den dabei erlittenen Verletzungen.
Gezwungenermaßen beginnt Eric allein, die Insel zu erkunden. Nachdem er von einem Ankylosaurus und einer Herde Compsognathus gejagt wird und sich dabei verletzt, beschließt Eric in einem alten InGen Gebäude Schutz zu suchen. Dies stellt sich jedoch als Fehler heraus, da es dort von Velociraptoren wimmelt. Er kommt nur knapp mit dem Leben davon.
Später findet er einen Kommunikationsbunker und beschließt, von dort aus Hilfe zu rufen. Allerdings gerät Eric hier in einen Kampf zwischen einem Rudel Velociraptoren und einer Herde Iguanodons. Er opfert seine Chance auf Hilfe, um ein junges Iguanodon zu retten. Mit Iggy, wie Eric ihn nennt, hatte er sich zuvor schon angefreundet.
Am Ende kehrt er wieder in den Dschungel zurück – im Glauben, nun sein restliches Leben hier verbringen zu müssen.

## Wissenswertes
- Auf der Insel überlebten trotz Einführung der Dinosaurier einige Tiere der ursprünglichen Tierwelt. Erwähnt werden: Faultiere, Quetzal und Schlangen.
- Man erfährt wie Eric an den Urin eines Tyrannosaurus und an die Kralle eines Velociraptors gelangt. Beide Fundstücke werden später im Film dem Paläontologen Dr. Alan Grant präsentiert.
- Als weitere Saurierarten werden Triceratops, Pteranodon und Diplodocus im Buch erwähnt.

## Ausgaben
- Scott Ciencin:Jurassic Park Adventures: Survivor. Random House, 2001, ISBN 978-0-375-81289-7